# Claus Meyer (Koch)
Claus Meyer Nielsen (* 27. Dezember 1963 in Nykøbing Falster) ist ein dänischer Fernsehkoch, Gastronom und Mitbegründer des Restaurants Noma. 

## Werdegang
Meyer ging nach dem Abitur ein Jahr als Au Pair nach Frankreich; anschließend studierte er bis 1991 an der Copenhagen Business School.
Der breiteren Öffentlichkeit wurde er als Fernsehkoch bekannt, als er von 1991 bis 1999 auf DR1 die Sendung Meyers Køkken (Meyers Küche) leitete. 2007 trat er erneut als Fernsehkoch mit der Sendung Mad i Norden - Smag på Danmark (engl. Taste of Denmark) in Erscheinung. Zudem ist er an einer Vielzahl von Unternehmen beteiligt.
Meyer ist neben René Redzepi Mitinhaber des Kopenhagener Restaurants Noma, das ab 2010 dreimal in Folge und insgesamt fünfmal eine Auszeichnung als weltweit bestes Restaurant erhielt. Er hat eine Reihe von Kochbüchern veröffentlicht und förderte durch viele Vorträge die öffentliche Debatte über Lebensmittelqualität. 
Im September 2010 wurde er mit dem dänischen Verdienstorden Dannebrogorden ausgezeichnet. 
Claus Meyer ist verheiratet und hat 3 Kinder.

## Werke
- Salatwerkstatt - 80 pfiffige Originalrezepte. Stuttgart 2011

## Auszeichnungen
- Eckart Witzigmann Preis für kreative Verantwortung und Genuss (2015)[3]